# Una notte al cimitero
Una notte al cimitero, noto anche come Una notte nel cimitero o Dentro il cimitero, è un film per la televisione del 1989, diretto da Lamberto Bava.
Fa parte della serie antologica Brivido giallo realizzata da Reteitalia. Il film è ambientato nelle campagne intorno a Bolsena, nella provincia di Viterbo.

## Trama
Cinque ragazzi, dopo aver compiuto un taccheggio in un supermercato, scappano su un furgone e finiscono per rifugiarsi in un luogo lugubre nei pressi di alcuni ruderi. Presto si accorgono che nei paraggi vi è una locanda e decidono di fare una sosta. Qui notano in un angolo una sfera di vetro con all'interno soldi, gioielli e preziosi vari, e il gestore racconta loro una strana storia: quel tesoro sarebbe un premio per chiunque riesca a trascorrere una notte in un terreno sconsacrato.
Sotto la locanda infatti vi è una catacomba, e i ragazzi decidono di accettare la sfida, anche se è risaputo che da quel luogo tenebroso non è mai tornato indietro nessuno. Nella cripta si apre uno scenario raccapricciante con morti che resuscitano dalle proprie bare, mostri di ogni sorta, monaci impiccati e freak di varia natura. Terrorizzati, i ragazzi cercano la via del ritorno, ma si perdono nei meandri del terribile labirinto riuscendo a fatica a uscirne indenni. Usciti dalla cripta, mentre i ragazzi si godono il premio, il gestore della locanda si avvicina a loro rivelando la sua vera identità, ossia la Morte, ma uno di loro riesce ad "ucciderla". Una volta usciti all'aria aperta con gli oggetti preziosi del premio, i ragazzi vengono arrestati dai carabinieri che erano sulle loro tracce, i quali li intimano di consegnare il premio convinti che fosse refurtiva.

## Diffusione
Una notte al cimitero, inizialmente diffuso solo in videocassetta, fa parte di un ciclo di quattro film horror prodotti esclusivamente per il piccolo schermo, e di cui facevano parte anche:
- Per sempre
- La casa dell'orco
- A cena col vampiro

Tutti e quattro i film sono stati in seguito pubblicati in DVD dalla Mondo Home Entertainment.
In un secondo momento, la distribuzione del film, assumendo altri titoli come Graveyard Disturbance, avvenne anche all'estero.

## Curiosità
- Durante i titoli di testa si può notare il teschio della locandina di Inferno di Dario Argento, Heavy Metal di Ivan Reitman, la copertina del disco British Steel dei Judas Priest insieme ad altre citazioni di film o personaggi.

In una scena all'interno della locanda, mentre il cameriere toglie i piatti, si può notare un televisore acceso che trasmette il film Dèmoni 2... L'incubo ritorna diretto dallo stesso Lamberto Bava.

## Accoglienza
Il critico cinematografico Kim Newman ha stroncato la pellicola e scritto che Una notte al cimitero era il peggior film del regista fino a quel momento.